# Nemain
Nemain (ou Nemhain), dans la mythologie celtique irlandaise, est une déesse guerrière, qui apparait notamment dans le récit mythique de la Rafle des vaches de Cooley (Táin Bó Cúailnge). Elle est parfois associée à Bodb, elle-même une déesse liée à la guerre. 
Son nom signifie « frénésie », « panique » et dans la bataille finale de la Táin Bó Cuailnge, qui oppose les armées d’Ulster et de Connaught, elle provoque la mort de nombreux guerriers, par l’effroi qu’elle inspire.
Quand un guerrier la rencontre à un gué, lavant ses propres vêtements, c’est signe que sa fin est proche. Cúchulainn, le champion d’Ulster, rencontre une lavandière qui trempe son linge dans une rivière, peu de temps avant sa mort héroïque.

## Sources
- La Rafle des vaches de Cooley, récit celtique irlandais traduit de l'irlandais, présenté et annoté par Alain Deniel, L’Harmattan, Paris, 1997,  (ISBN 2-7384-5250-7)